# ディートリヒ・カンプ
ディートリヒ・カンプ（Dietrich Kampf、1953年4月3日）は東ドイツ、オーバーヴィーゼンタル出身の元スキージャンプ選手。

## プロフィール
現役時代はオーバーヴィーゼンタルスポーツクラブ(w:de:SC Traktor Oberwiesenthal)で競技を行った。
1973年のスキーフライング世界選手権では4位、1974年のノルディックスキー世界選手権（スウェーデン、ファルン）70m級個人で銀メダルを獲得した。
ジャンプ週間では1973/74シーズンに総合6位となったのが自己最高位である。東ドイツ選手権 では1974年に90m級2位、1977年に90m級3位となった。